# Rendier (band)
Rendier is een Nederlandstalige kerstband uit Antwerpen.
Rendier bestaat uit Nicolas Anné, Lennert De Vroey, Lucas Van Dam, Kobe Van Olmen, Guy Hazelof, Raaf Lopes Cardozo en Corneel van der Vaart. Ze spelen een mengeling van Nederlandstalige kleinkunst, pop, indie en folk.
De teksten van Rendier zijn vaak kritisch. 'Kerst in het Ziekenhuis' gaat over een dronken bestuurder terwijl 'Jezus is een Palestijn' de consumptiemaatschappij op de korrel neemt.
In 2022 werkten ze samen met Guido Belcanto voor het nummer 'Kerstdag 1980' over het overlijden van Louis Neefs tijdens een auto-ongeluk.
Voor kerst 2024 organiseren ze de eerste editie van de Rendierfeesten op de Dageraadplaats in Antwerpen. 

## Discografie
- Overpijnzingen (2018)
- Kerst Is Voor De Kinderen (2019)
- Afstandelijk Heden (2021)
- Nachtdier (2022, Starman Records)